# Josef Junek
Josef Junek (10. listopadu 1911 – 25. února 1973) byl československý fotbalista, útočník.

## Fotbalová kariéra
V československé lize hrál za SK Kladno. Nastoupil ve 244 ligových utkáních a dal 50 gólů. Ve Středoevropském poháru nastoupil v 8 utkáních. Za SK Kladno nastoupil celkem v 698 zápasech a dal 368 gólů.

## Ligová bilance
| Ročník                      | Zápasy | Góly | Klub      |
| --------------------------- | ------ | ---- | --------- |
| Středočeská 1. liga 1928/29 | -      | 2    | SK Kladno |
| 1. asociační liga 1929/30   | -      | 4    | SK Kladno |
| 1. asociační liga 1930/31   | 13     | 5    | SK Kladno |
| 1. asociační liga 1931/32   | -      | 3    | SK Kladno |
| 1. asociační liga 1932/33   | -      | 4    | SK Kladno |
| 1. asociační liga 1933/34   | -      | 2    | SK Kladno |
| Státní liga 1934/35         | -      | 9    | SK Kladno |
| Státní liga 1935/36         | -      | 3    | SK Kladno |
| Státní liga 1936/37         | -      | 5    | SK Kladno |
| Státní liga 1937/38         | -      | 3    | SK Kladno |
| Státní liga 1938/39         | 20     | 0    | SK Kladno |
| Národní liga 1939/40        | -      | 2    | SK Kladno |
| Národní liga 1940/41        | -      | 6    | SK Kladno |
| Národní liga 1941/42        | -      | 2    | SK Kladno |
| CELKEM                      | 244    | 50   |           |